# ابراهیم قزوینی
ابراهیم بن معصوم قزوینی (۱۶۵۵-۱۷۳۲) فقیه، ادیب و عارف بود. نام و نسب او «ابراهیم بن معصوم بن فصیح حسینی قزوینی» ذکر شده است؛ و با اصالتی تبریزی. بیش از ۱۵۰۰ نسخهٔ ارزشمند در کتابخانهٔ شخصی‌اش نگه می‌داشت که بر اغلب آن‌ها حاشیه نوشت یا دیدگاه خود را تتمهٔ آن‌ها پیوست.

## آثار
- مقامات: به سبک مقامات حریری
- رسائل و تعلیقات. (أعیان الشیعه؛ ۵: ۷۰ بیشتر ذکر کرده)